# مقاطعة شميرانات
مقاطعة شميرانات (بالفارسية: شهرستان شمیرانات) هي مقاطعة تقع في محافظة طهران في إيران . عاصمة المقاطعة هي شميرانات، وهي جزء من مدينة طهران. في تعداد عام 2006، بلغ عدد سكان المقاطعة 37778 نسمة. 